# Sezonul de Formula 1 din 1970
Sezonul de Formula 1 din 1970 a fost cel de-al 24-lea sezon al curselor auto de Formula 1 FIA. A inclus cea de-a 21-a ediție a Campionatului Mondial al Piloților și a 13-a ediție a Cupei Internaționale pentru Constructorii de F1. Sezonul a fost disputat pe parcursul a treisprezece curse, începând cu Marele Premiu al Africii de Sud pe 7 martie și terminându-se cu Marele Premiu al Mexicului pe 25 octombrie. În 1970 s-au desfășurat și trei curse care nu au făcut parte din campionat, dintre care două erau deschise atât mașinilor de Formula 1, cât și celor de Formula 5000.
Campionatul la Constructori a fost câștigat de echipa Lotus, datorită monopostului inovator Lotus 72, în formă de pană, ce a dominat aproape întregul sezon, până la moartea lui Rindt. Primul pilot al echipei, Jochen Rindt, a ieșit campionul mondial la piloți în acest sezon. Rindt a decedat în urma unui accident suferit în antrenamentele pentru Marele Premiu al Italiei, cu patru curse înainte de sfârșitul sezonului, dar a acumulat suficiente puncte în Campionatul Mondial astfel încât niciun alt pilot nu a reușit să-i depășească totalul până la încheierea campionatului. Este singurul sezon până în prezent în care titlul de Campion Mondial al Piloților a fost acordat post-mortem. Jacky Ickx, la volanul unui Ferrari, a încheiat sezonul în forță, dar clasarea sa slabă, locul 4, în penultima rundă, a asigurat că poziția de lider a lui Rindt va fi neschimbată. După cursă, Ickx a declarat: „E mai bine așa, sunt mulțumit de rezultat, Rindt merită titlul, nu mi-ar fi plăcut să-l înving așa”. Toate cele 45 de puncte ale lui Rindt au venit din cele cinci victorii ale sale în sezon.
În 1970, anvelopele „slick” au fost folosite pentru prima dată de Goodyear. Triplul campion mondial Jack Brabham s-a retras la sfârșitul sezonului.

## Piloții și echipele înscrise în campionat
Următorii piloți și constructori au participat în Campionatul Mondial al Piloților din 1970 și în Cupa Internațională a Constructorilor de F1 din 1970.
| Imagine          | Concurent                                                | Constructor | Motor                    | Șasiu       | Pneu | Piloți               | Piloți         |
| ---------------- | -------------------------------------------------------- | ----------- | ------------------------ | ----------- | ---- | -------------------- | -------------- |
| Imagine          | Concurent                                                | Constructor | Motor                    | Șasiu       | Pneu | Numele pilotului     | Etape          |
|                  | Silvio Moser Racing Team                                 | Bellasi     | Ford Cosworth DFV 3,0 V8 | F1 70       | G    | Silvio Moser         | 5–6, 8–10      |
| Brabham BT33     | Motor Racing Developments Ltd Auto Motor und Sport       | Brabham     | Ford Cosworth DFV 3,0 V8 | BT33        | G    | Jack Brabham         | Toate          |
| Brabham BT33     | Motor Racing Developments Ltd Auto Motor und Sport       | Brabham     | Ford Cosworth DFV 3,0 V8 | BT33        | G    | Rolf Stommelen       | Toate          |
| BRM P153         | Owen Racing Organisation Yardley Team BRM                | BRM         | BRM P142 3,0 V12         | P153 P139   | D    | Jackie Oliver        | Toate          |
| BRM P153         | Owen Racing Organisation Yardley Team BRM                | BRM         | BRM P142 3,0 V12         | P153 P139   | D    | Pedro Rodríguez      | Toate          |
| BRM P153         | Owen Racing Organisation Yardley Team BRM                | BRM         | BRM P142 3,0 V12         | P153 P139   | D    | George Eaton         | 1–3, 5–7, 9–12 |
| BRM P153         | Owen Racing Organisation Yardley Team BRM                | BRM         | BRM P142 3,0 V12         | P153 P139   | D    | Peter Westbury       | 12             |
| De Tomaso 505/38 | Frank Williams Racing Cars                               | De Tomaso   | Ford Cosworth DFV 3,0 V8 | 505/38      | D    | Piers Courage        | 1–5            |
| De Tomaso 505/38 | Frank Williams Racing Cars                               | De Tomaso   | Ford Cosworth DFV 3,0 V8 | 505/38      | D    | Brian Redman         | 7–8            |
| De Tomaso 505/38 | Frank Williams Racing Cars                               | De Tomaso   | Ford Cosworth DFV 3,0 V8 | 505/38      | D    | Tim Schenken         | 9–12           |
| Ferrari 312B     | Scuderia Ferrari SpA SEFAC                               | Ferrari     | Ferrari 001 3,0 F12      | 312B        | F    | Jacky Ickx           | Toate          |
| Ferrari 312B     | Scuderia Ferrari SpA SEFAC                               | Ferrari     | Ferrari 001 3,0 F12      | 312B        | F    | Ignazio Giunti       | 4, 6, 9–10     |
| Ferrari 312B     | Scuderia Ferrari SpA SEFAC                               | Ferrari     | Ferrari 001 3,0 F12      | 312B        | F    | Clay Regazzoni       | 5, 7–13        |
| Lotus 72C        | Gold Leaf Team Lotus Garvey Team Lotus World Wide Racing | Lotus       | Ford Cosworth DFV 3,0 V8 | 49C 72B 72C | F    | Jochen Rindt         | 1–10           |
| Lotus 72C        | Gold Leaf Team Lotus Garvey Team Lotus World Wide Racing | Lotus       | Ford Cosworth DFV 3,0 V8 | 49C 72B 72C | F    | John Miles           | 1–10           |
| Lotus 72C        | Gold Leaf Team Lotus Garvey Team Lotus World Wide Racing | Lotus       | Ford Cosworth DFV 3,0 V8 | 49C 72B 72C | F    | Alex Soler-Roig      | 2, 4, 6        |
| Lotus 72C        | Gold Leaf Team Lotus Garvey Team Lotus World Wide Racing | Lotus       | Ford Cosworth DFV 3,0 V8 | 49C 72B 72C | F    | Emerson Fittipaldi   | 7–10, 12–13    |
| Lotus 72C        | Gold Leaf Team Lotus Garvey Team Lotus World Wide Racing | Lotus       | Ford Cosworth DFV 3,0 V8 | 49C 72B 72C | F    | Reine Wisell         | 12–13          |
| March 701        | March Engineering                                        | March       | Ford Cosworth DFV 3,0 V8 | 701         | F    | Chris Amon           | Toate          |
| March 701        | March Engineering                                        | March       | Ford Cosworth DFV 3,0 V8 | 701         | F    | Jo Siffert           | Toate          |
| Matra MS120      | Equipe Matra Elf                                         | Matra       | Matra MS12 3,0 V12       | MS120       | G    | Jean-Pierre Beltoise | Toate          |
| Matra MS120      | Equipe Matra Elf                                         | Matra       | Matra MS12 3,0 V12       | MS120       | G    | Henri Pescarolo      | Toate          |
| McLaren M14D     | Bruce McLaren Motor Racing                               | McLaren     | Ford Cosworth DFV 3,0 V8 | M14A        | G    | Bruce McLaren        | 1–3            |
| McLaren M14D     | Bruce McLaren Motor Racing                               | McLaren     | Ford Cosworth DFV 3,0 V8 | M14A        | G    | Denny Hulme          | 1–3, 6–13      |
| McLaren M14D     | Bruce McLaren Motor Racing                               | McLaren     | Ford Cosworth DFV 3,0 V8 | M14A        | G    | Dan Gurney           | 5–7            |
| McLaren M14D     | Bruce McLaren Motor Racing                               | McLaren     | Ford Cosworth DFV 3,0 V8 | M14A        | G    | Peter Gethin         | 5, 8–13        |
| McLaren M14D     | Bruce McLaren Motor Racing                               | McLaren     | Alfa Romeo T33 3,0 V8    | M7D M14D    | G    | Andrea de Adamich    | 2–3, 5–12      |
| McLaren M14D     | Bruce McLaren Motor Racing                               | McLaren     | Alfa Romeo T33 3,0 V8    | M7D M14D    | G    | Nanni Galli          | 10             |
| Surtees TS7      | Team Surtees                                             | Surtees     | Ford Cosworth DFV 3,0 V8 | TS7         | F    | John Surtees         | 7–13           |
| Surtees TS7      | Team Surtees                                             | Surtees     | Ford Cosworth DFV 3,0 V8 | TS7         | F    | Derek Bell           | 12             |
| Tyrrell 001      | Tyrrell Racing Organisation                              | Tyrrell     | Ford Cosworth DFV 3,0 V8 | 001         | D    | Jackie Stewart       | 11–13          |

Echipele private care nu și-au construit propriul șasiu și au folosit șasiurile constructorilor existenți sunt arătate mai jos. Toate au folosit motorul Ford Cosworth DFV 3,0 V8.
| Concurent                                                  | Constructor afiliat | Șasiu   | Pneu | Piloți              | Piloți     |
| ---------------------------------------------------------- | ------------------- | ------- | ---- | ------------------- | ---------- |
| Concurent                                                  | Constructor afiliat | Șasiu   | Pneu | Numele pilotului    | Etape      |
| Tom Wheatcroft Racing                                      | Brabham             | BT26A   | G    | Derek Bell          | 4          |
| Gus Hutchison                                              | Brabham             | BT26A   | G    | Gus Hutchison       | 12         |
| Team Gunston                                               | Brabham             | BT26A   | G    | Peter de Klerk      | 1          |
| Team Gunston                                               | Lotus               | 49      | D    | John Love           | 1          |
| Rob Walker Racing Team Brooke Bond Oxo Racing – Rob Walker | Lotus               | 49C 72C | F    | Graham Hill         | 1–8, 10–13 |
| Scuderia Scribante                                         | Lotus               | 49C     | F    | Dave Charlton       | 1          |
| Pete Lovely Volkswagen Inc.                                | Lotus               | 49B     | F    | Pete Lovely         | 5–7, 12    |
| Tyrrell Racing Organisation                                | March               | 701     | D    | Jackie Stewart      | 1–10       |
| Tyrrell Racing Organisation                                | March               | 701     | D    | Johnny Servoz-Gavin | 1–3        |
| Tyrrell Racing Organisation                                | March               | 701     | D    | François Cevert     | 5–13       |
| STP Corporation                                            | March               | 701     | F    | Mario Andretti      | 1–2, 7–9   |
| Antique Automobiles Racing Team Colin Crabbe Racing        | March               | 701     | G    | Ronnie Peterson     | 3–8, 10–12 |
| Hubert Hahne                                               | March               | 701     | F    | Hubert Hahne        | 8          |
| Team Surtees                                               | McLaren             | M7C     | F    | John Surtees        | 1–3, 5     |
| Ecurie Bonnier                                             | McLaren             | M7C     | G    | Jo Bonnier          | 10, 12     |

## Calendar
Următoarele treisprezece Mari Premii au avut loc în 1970.
| 1.                                       | 2.                                    | 3.                                           | 4.                                          |
| ---------------------------------------- | ------------------------------------- | -------------------------------------------- | ------------------------------------------- |
| Marele Premiu al Africii de Sud 7 martie | Marele Premiu al Spaniei 19 aprilie   | Marele Premiu al Principatului Monaco 10 mai | Marele Premiu al Belgiei 7 iunie            |
| Kyalami (P)                              | Jarama (P)                            | Monaco (S)                                   | Spa-Francorchamps (S)                       |
| 5.                                       | 6.                                    | 7.                                           | 8.                                          |
| Marele Premiu al Țărilor de Jos 21 iunie | Marele Premiu al Franței 5 iulie      | Marele Premiu al Marii Britanii 18 iulie     | Marele Premiu al Germaniei 2 august         |
| Zandvoort (P)                            | Charade (S)                           | Brands Hatch (P)                             | Hockenheimring (P)                          |
| 9.                                       | 10.                                   | 11.                                          | 12.                                         |
| Marele Premiu al Austriei 16 august      | Marele Premiu al Italiei 6 septembrie | Marele Premiu al Canadei 20 septembrie       | Marele Premiu al Statelor Unite 4 octombrie |
| Österreichring (P)                       | Monza (P)                             | Mont-Tremblant (P)                           | Watkins Glen (P)                            |
| 13.                                      |                                       |                                              |                                             |
| Marele Premiu al Mexicului 25 octombrie  |                                       |                                              |                                             |
| Magdalena Mixhuca (P)                    |                                       |                                              |                                             |
| (P) - pistă; (S) - stradă.               |                                       |                                              |                                             |

## Rezultate și clasamente

### Marile Premii
| Etapa | Mare Premiu                | Pole position  | Cel mai rapid tur         | Pilotul câștigător | Constructorul câștigător | Lider | Lider |
| Etapa | Mare Premiu                | Pole position  | Cel mai rapid tur         | Pilotul câștigător | Constructorul câștigător | Pilot | Dif.  |
| ----- | -------------------------- | -------------- | ------------------------- | ------------------ | ------------------------ | ----- | ----- |
| 1     | MP al Africii de Sud       | Jackie Stewart | Jack Brabham              | Jack Brabham       | Brabham-Ford             | BRA   | 3     |
| 2     | MP al Spaniei              | Jack Brabham   | Jack Brabham              | Jackie Stewart     | March-Ford               | STE   | 4     |
| 3     | MP al Principatului Monaco | Jackie Stewart | Jochen Rindt              | Jochen Rindt       | Lotus-Ford               | BRA   | 2     |
| 4     | MP al Belgiei              | Jackie Stewart | Chris Amon                | Pedro Rodríguez    | BRM                      | BRA   | 2     |
| 5     | MP al Țărilor de Jos       | Jochen Rindt   | Jacky Ickx                | Jochen Rindt       | Lotus-Ford               | STE   | 1     |
| 6     | MP al Franței              | Jacky Ickx     | Jack Brabham              | Jochen Rindt       | Lotus-Ford               | RIN   | 8     |
| 7     | MP al Marii Britanii       | Jochen Rindt   | Jack Brabham              | Jochen Rindt       | Lotus-Ford               | RIN   | 11    |
| 8     | MP al Germaniei            | Jacky Ickx     | Jacky Ickx                | Jochen Rindt       | Lotus-Ford               | RIN   | 20    |
| 9     | MP al Austriei             | Jochen Rindt   | Jacky Ickx Clay Regazzoni | Jacky Ickx         | Ferrari                  | RIN   | 20    |
| 10    | MP al Italiei              | Jacky Ickx     | Clay Regazzoni            | Clay Regazzoni     | Ferrari                  | RIN   | 20    |
| 11    | MP al Canadei              | Jackie Stewart | Clay Regazzoni            | Jacky Ickx         | Ferrari                  | RIN   | 17    |
| 12    | MP al Statelor Unite       | Jacky Ickx     | Jacky Ickx                | Emerson Fittipaldi | Lotus-Ford               | RIN   | 14    |
| 13    | MP al Mexicului            | Clay Regazzoni | Jacky Ickx                | Jacky Ickx         | Ferrari                  | RIN   | 5     |

### Clasament Campionatul Mondial al Piloților
Punctele au fost acordate pe o bază de 9–6–4–3–2–1 primilor șase clasați în fiecare cursă. Doar cele mai bune șase rezultate din primele șapte curse și cele mai bune cinci rezultate din restul de șase curse au fost luate în considerare pentru Campionatul Mondial. FIA nu a acordat o clasificare în campionat acelor piloți care nu au obținut puncte.
| Poz. | Pilot                | ZAF | ESP   | MCO | BEL | NLD | FRA | GBR | DEU  | AUT | ITA | CAN | USA   | MEX | Puncte |
| ---- | -------------------- | --- | ----- | --- | --- | --- | --- | --- | ---- | --- | --- | --- | ----- | --- | ------ |
| 1    | Jochen Rindt         | 13  | Ab    | 1R  | Ab  | 1P  | 1   | 1P  | 1    | AbP | NS  |     | [ c ] |     | 45     |
| 2    | Jacky Ickx           | Ab  | Ab    | Ab  | 8   | 3R  | AbP | Ab  | 2P R | 1R  | AbP | 1   | 4P R  | 1R  | 40     |
| 3    | Clay Regazzoni       |     |       |     |     | 4   |     | 4   | Ab   | 2R  | 1R  | 2R  | 13    | 2P  | 33     |
| 4    | Denny Hulme          | 2   | Ab    | 4   |     |     | 4   | 3   | 3    | Ab  | 4   | Ab  | 7     | 3   | 27     |
| 5    | Jackie Stewart       | 3P  | 1     | AbP | AbP | 2   | 9   | Ab  | Ab   | Ab  | 2   | AbP | Ab    | Ab  | 25     |
| 6    | Jack Brabham         | 1R  | AbP R | 2   | Ab  | 11  | 3R  | 2R  | Ab   | 13  | Ab  | Ab  | 10    | Ab  | 25     |
| 7    | Pedro Rodríguez      | 9   | Ab    | 6   | 1   | 10  | Ab  | Ab  | Ab   | 4   | Ab  | 4   | 2     | 6   | 23     |
| 8    | Chris Amon           | Ab  | Ab    | Ab  | 2R  | Ab  | 2   | 5   | Ab   | 8   | 7   | 3   | 5     | 4   | 23     |
| 9    | Jean-Pierre Beltoise | 4   | Ab    | Ab  | 3   | 5   | 13  | Ab  | Ab   | 6   | 3   | 8   | Ab    | 5   | 16     |
| 10   | Emerson Fittipaldi   |     |       |     |     |     |     | 8   | 4    | 15  | NS  |     | 1     | Ab  | 12     |
| 11   | Rolf Stommelen       | Ab  | Ab    | NSC | 5   | NSC | 7   | NS  | 5    | 3   | 5   | Ab  | 12    | Ab  | 10     |
| 12   | Henri Pescarolo      | 7   | Ab    | 3   | 6   | 8   | 5   | Ab  | 6    | 14  | Ab  | 7   | 8     | 9   | 8      |
| 13   | Graham Hill          | 6   | 4     | 5   | Ab  | NC  | 10  | 6   | Ab   |     | NS  | NC  | Ab    | Ab  | 7      |
| 14   | Bruce McLaren        | Ab  | 2     | Ab  |     |     |     |     |      |     |     |     |       |     | 6      |
| 15   | Reine Wisell         |     |       |     |     |     |     |     |      |     |     |     | 3     | NC  | 4      |
| 16   | Mario Andretti       | Ab  | 3     |     |     |     |     | Ab  | Ab   | Ab  |     |     |       |     | 4      |
| 17   | Ignazio Giunti       |     |       |     | 4   |     | 14  |     |      | 7   | Ab  |     |       |     | 3      |
| 18   | John Surtees         | Ab  | Ab    | Ab  |     | 6   |     | Ab  | 9    | Ab  | Ab  | 5   | Ab    | 8   | 3      |
| 19   | John Miles           | 5   | NSC   | NSC | Ab  | 7   | 8   | Ab  | Ab   | Ab  | NS  |     |       |     | 2      |
| 20   | Jackie Oliver        | Ab  | Ab    | Ab  | Ab  | Ab  | Ab  | Ab  | Ab   | 5   | Ab  | NC  | Ab    | 7   | 2      |
| 21   | Johnny Servoz-Gavin  | Ab  | 5     | NSC |     |     |     |     |      |     |     |     |       |     | 2      |
| 22   | François Cevert      |     |       |     |     | Ab  | 11  | 7   | 7    | Ab  | 6   | 9   | Ab    | Ab  | 1      |
| 23   | Peter Gethin         |     |       |     |     | Ab  |     |     | Ab   | 10  | NC  | 6   | 14    | Ab  | 1      |
| 24   | Dan Gurney           |     |       |     |     | Ab  | 6   | Ab  |      |     |     |     |       |     | 1      |
| 25   | Derek Bell           |     |       |     | Ab  |     |     |     |      |     |     |     | 6     |     | 1      |
| —    | Jo Siffert           | 10  | NSC   | 8   | 7   | Ab  | Ab  | Ab  | 8    | 9   | Ab  | Ab  | 9     | Ab  | 0      |
| —    | Ronnie Peterson      |     |       | 7   | NC  | 9   | Ab  | 9   | Ab   |     | Ab  | NC  | 11    |     | 0      |
| —    | Andrea de Adamich    |     | NSC   | NSC |     | NSC | NC  | NS  | NSC  | 12  | 8   | Ab  | NSC   |     | 0      |
| —    | John Love            | 8   |       |     |     |     |     |     |      |     |     |     |       |     | 0      |
| —    | George Eaton         | Ab  | NSC   | NSC |     | Ab  | 12  | Ab  |      | 11  | Ab  | 10  | Ab    |     | 0      |
| —    | Peter de Klerk       | 11  |       |     |     |     |     |     |      |     |     |     |       |     | 0      |
| —    | Dave Charlton        | 12  |       |     |     |     |     |     |      |     |     |     |       |     | 0      |
| —    | Piers Courage        | Ab  | NS    | NC  | Ab  | Ab  |     |     |      |     |     |     |       |     | 0      |
| —    | Tim Schenken         |     |       |     |     |     |     |     |      | Ab  | Ab  | NC  | Ab    |     | 0      |
| —    | Pete Lovely          |     |       |     |     | NSC | NSC | NC  |      |     |     |     | NSC   |     | 0      |
| —    | Silvio Moser         |     |       |     |     | NSC | NSC |     | NSC  | Ab  | NSC |     |       |     | 0      |
| —    | Jo Bonnier           |     |       |     |     |     |     |     |      |     | NSC |     | Ab    |     | 0      |
| —    | Gus Hutchison        |     |       |     |     |     |     |     |      |     |     |     | Ab    |     | 0      |
| —    | Alex Soler-Roig      |     | NSC   |     | NS  |     | NSC |     |      |     |     |     |       |     | 0      |
| —    | Brian Redman         |     |       |     |     |     |     | NS  | NSC  |     |     |     |       |     | 0      |
| —    | Hubert Hahne         |     |       |     |     |     |     |     | NSC  |     |     |     |       |     | 0      |
| —    | Nanni Galli          |     |       |     |     |     |     |     |      |     | NSC |     |       |     | 0      |
| —    | Peter Westbury       |     |       |     |     |     |     |     |      |     |     |     | NSC   |     | 0      |
| Poz. | Pilot                | ZAF | ESP   | MCO | BEL | NLD | FRA | GBR | DEU  | AUT | ITA | CAN | USA   | MEX | Puncte |

| Legendă      | Legendă                                            |
| Culoare      | Rezultat                                           |
| ------------ | -------------------------------------------------- |
| Auriu        | Câștigător                                         |
| Argintiu     | Locul 2                                            |
| Bronz        | Locul 3                                            |
| Verde        | Alte locuri care punctează                         |
| Albastru     | Alte locuri                                        |
| Albastru     | Nu s-a clasat, dar a terminat cursa (NC)           |
| Purpuriu     | A abandonat cursa (Ab)                             |
| Negru        | Descalificat (DSC)                                 |
| Alb          | Nu a luat startul (NS)                             |
| Roșu         | Nu s-a calificat (NSC)                             |
| Fără culoare | Retras înainte de calificări (Ret)                 |
| Fără culoare | Exclus (EX)                                        |
| Fără culoare | Nu a participat (celulă goală)                     |
| Adnotare     | Însemnătate                                        |
| P            | Pole position                                      |
| R            | Cel mai rapid tur                                  |
| (6)          | Rezultatul nu a fost luat în considerare pentru CM |

### Clasament Cupa Internațională pentru Constructorii de F1
Punctele au fost acordate pe o bază de 9–6–4–3–2–1 primilor șase clasați în fiecare cursă, dar numai primei mașini care a terminat pentru fiecare constructor. Cele mai bune șase rezultate din primele șapte curse și cele mai bune cinci rezultate din restul de șase curse au fost luate în considerare pentru Cupa Internațională.
| Poz. | Constructor        | ZAF | ESP | MCO | BEL | NLD | FRA | GBR | DEU | AUT | ITA | CAN | USA | MEX | Puncte  |
| ---- | ------------------ | --- | --- | --- | --- | --- | --- | --- | --- | --- | --- | --- | --- | --- | ------- |
| 1    | Lotus-Ford         | 5   | 4   | 1   | Ab  | 1   | 1   | 1   | 1   | 15  | NS  | NC  | 1   | NC  | 59      |
| 2    | Ferrari            | Ab  | Ab  | Ab  | 4   | 3   | 14  | 4   | 2   | 1   | 1   | 1   | (4) | 1   | 52 (55) |
| 3    | March-Ford         | 3   | 1   | 7   | 2   | 2   | 2   | 5   | 7   | 8   | 2   | 3   | 5   | 4   | 48      |
| 4    | Brabham-Ford       | 1   | Ab  | 2   | 5   | 11  | 3   | 2   | 5   | 3   | 5   | Ab  | 10  | Ab  | 35      |
| 5    | McLaren-Ford       | 2   | 2   | 4   |     | 6   | 4   | 3   | 3   | 10  | 4   | 6   | 7   | 3   | 35      |
| 6    | BRM                | 9   | Ab  | 6   | 1   | 10  | 12  | Ab  | Ab  | 4   | Ab  | 4   | 2   | 6   | 23      |
| 7    | Matra              | 4   | Ab  | 3   | 3   | 5   | 5   | Ab  | 6   | 6   | 3   | 7   | 8   | 5   | 23      |
| 8    | Surtees-Ford       |     |     |     |     |     |     | Ab  | 9   | Ab  | Ab  | 5   | 6   | 8   | 3       |
| —    | McLaren-Alfa Romeo |     | NSC | NSC |     | NSC | NC  | NS  | NSC | 12  | 8   | Ab  | NSC |     | 0       |
| —    | De Tomaso-Ford     | Ab  | NS  | NC  | Ab  | Ab  |     | NS  | NSC | Ab  | Ab  | NC  | Ab  |     | 0       |
| —    | Tyrrell-Ford       |     |     |     |     |     |     |     |     |     | NS  | Ab  | Ab  | Ab  | 0       |
| —    | Bellasi-Ford       |     |     |     |     | NSC | NSC |     | NSC | Ab  | NSC |     |     |     | 0       |
| Poz. | Constructor        | ZAF | ESP | MCO | BEL | NLD | FRA | GBR | DEU | AUT | ITA | CAN | USA | MEX | Puncte  |

### Curse non-campionat
În sezonul din 1970, au fost organizate și trei curse care nu au făcut parte din Campionatul Mondial.
| Numele cursei                   | Circuit      | Data       | Pilotul câștigător | Constructor      |
| ------------------------------- | ------------ | ---------- | ------------------ | ---------------- |
| Cursa Camponilor V              | Brands Hatch | 22 martie  | Jackie Stewart     | March-Cosworth   |
| Trofeul Internațional BRDC XXII | Silverstone  | 26 aprilie | Chris Amon         | March-Cosworth   |
| International Gold Cup XVII     | Oulton Park  | 22 august  | John Surtees       | Surtees-Cosworth |